# Gutagård
Gutagård eller Gutenhof (ryska: Готский двор) var den gotländska gården/faktoriet i Novgorod, vilken kan gå tillbaka på ett fördrag som slöts redan tidigt på 1000-talet.
Redan 1016 omtalas i Novgorod ”farmännens gård”, men var då ännu inte exklusivt gutarnas handelsgård. Den kallas då för ”Poromons gård”, d.v.s. ”farmännens gård” och var då öppen för alla varjager av nordisk stam. Det understryks av en runsten från omkring 1070 som nämner att upplänningen Spjallbode dog i Olofs kyrka i Holmgård (Novgorod). Den första träkyrkan uppfördes tydligen av Harald Hårdråde efter helige Olofs helgonförklaring 1031. Övergången av gården exklusivt till gutarna kan sannolikt sökas i de stridigheter som förekom mellan ryssar och svear 1142. Kanske var det efter att kyrkan brann 1152, varefter den tycks ha uppförts i sten. Kyrkan antändes  1181 endast, men brann inte ner, till skillnad mot den helige Ioanns kyrka som helt brann ner. Även 1217, 1275 och 1311 drabbades kyrkan av brand. Före 1269 har gotlänningarna också ägt en särskild gillesgård, vilken dock var försåld detta år. Till anläggningen var också knutna särskilda lagerplatser, vilka av notisen 1217 åtminstone delvis kan misstänkas ha varit på kyrkans vind. Storhetstiden för gården var 1100- och 1200-talen. Fram till 1192 var Gutagård den enda ”varjaggården” i staden, då den fick sällskap av Peterhof.
Då Gutagård formellt sett tillhörde den gotländska landsbygden kan Visbyborna ha förvägrats tillträde dit efter inbördeskriget 1288, vilket kan ha varit en avgörande faktor för att Lübeck under 1290-talet attackerade Visbys ledande roll i handhavandet av ärenden kring Peterhof. När sedan Visbyborna åter fick tillträde till Gutagård kunde de hävda sig och sin rätt igen. Åtminstone före 1331 har Visbybor haft tillgång till handelsgården igen. Före 1402 hyrdes gården ut till hansan, vilken hyra skulle erläggas av Reval, och förblev i den statusen under resten av sin existens. På 1500-talet gled den ur händerna på såväl gotlänningar som hanseater, men ännu 1548 uppbar landsbygdens sändebud hyra från Reval, och 1562 erkändes indirekt gotlänningarnas ägorätt, då ryska sändebud var i Visby för att inspektera den ryska gården där. Gutagård organiserades förmodligen likartat med Peterhof.
Enligt nutida arkeologer ska Gutagård ha varit belägen i Novgorod på östra sidan (handelssidan) av floden Volchov, söder om Jaroslavgården, vid dåvarande Mikhailovagatan, nuvarande Stora Moskvagatan, söder om Nikolskajagatan. Något längre norrut längs samma gata ska tyska/lybska gården ha varit belägen. Nedanför gården fanns också ”Haralds brygga”, namngiven efter Harald Hårdråde.